# ایمون بروفی
ایمون بروفی (انگلیسی: Eamonn Brophy؛ زادهٔ ۱۰ مارس ۱۹۹۶) بازیکن فوتبال اهل بریتانیا است.
از باشگاه‌هایی که در آن بازی کرده‌است می‌توان به باشگاه فوتبال دومبارتون، باشگاه فوتبال کویینز پارک، باشگاه فوتبال کیلمارنوک، و باشگاه فوتبال همیلتون آکادمیکال اشاره کرد.
وی همچنین در تیم‌های ملی فوتبال زیر ۱۹ سال اسکاتلند، زیر ۲۱ سال اسکاتلند، و اسکاتلند بازی کرده‌است.